# Alaskobius takakuwai
Alaskobius takakuwai är en mångfotingart som beskrevs av Chamberlin och Wang 1952. Alaskobius takakuwai ingår i släktet Alaskobius och familjen stenkrypare.
Artens utbredningsområde är Taiwan. Inga underarter finns listade i Catalogue of Life.